# Нова (Нижньосілезьке воєводство)
Нова (пол. Nowa, нім. Neuen) — село в Польщі, у гміні Болеславець Болеславецького повіту Нижньосілезького воєводства.
Населення — 180 осіб (2011).
У 1975-1998 роках село належало до Єленьоґурського воєводства.

## Демографія
Демографічна структура станом на 31 березня 2011 року:
|          | Загалом | Допрацездатний вік | Працездатний вік | Постпрацездатний вік |
| -------- | ------- | ------------------ | ---------------- | -------------------- |
| Чоловіки | 94      | 17                 | 72               | 5                    |
| Жінки    | 86      | 18                 | 50               | 18                   |
| Разом    | 180     | 35                 | 122              | 23                   |